# رادار الطقس

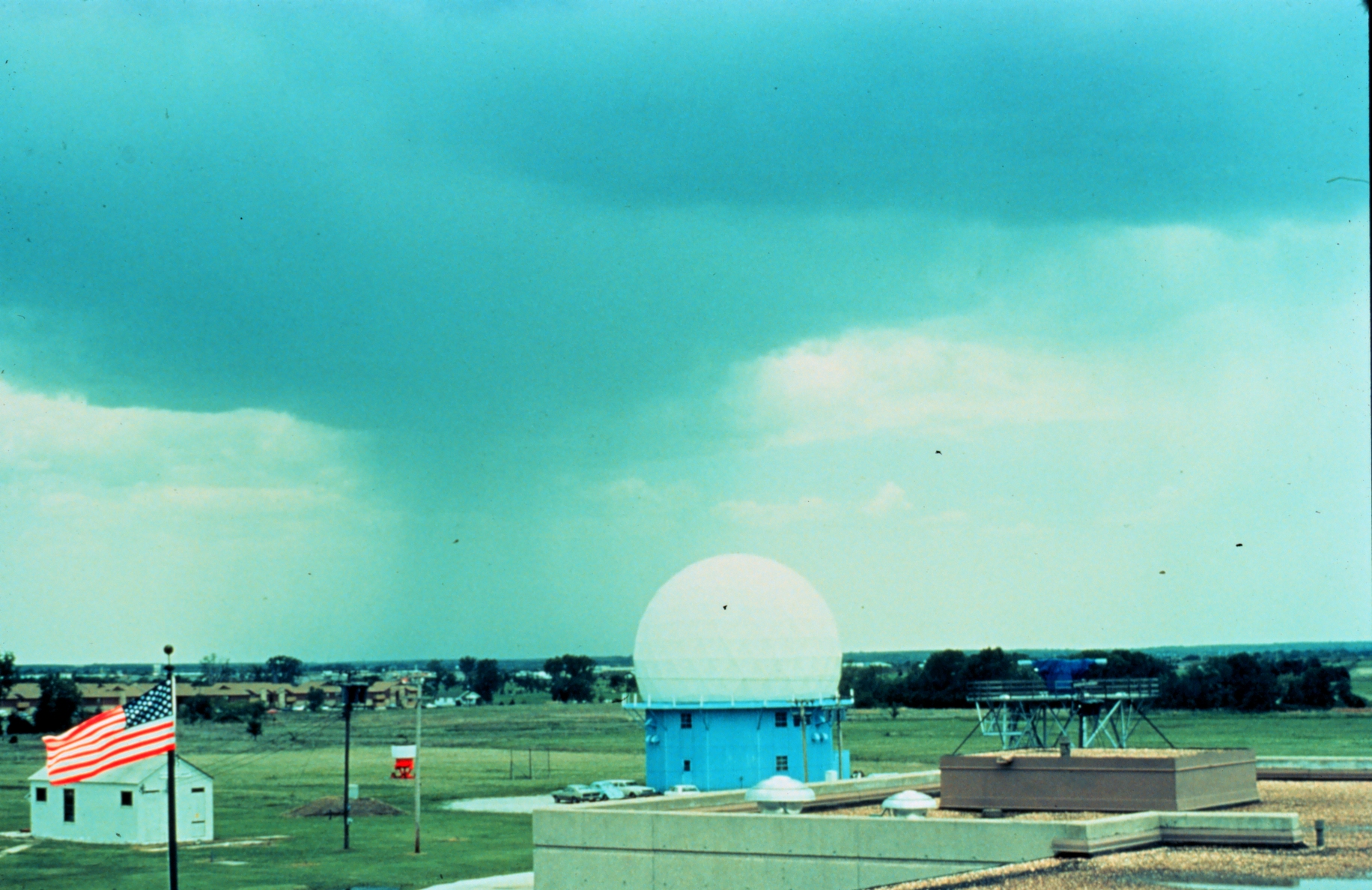
رادار في اوكلاهما

رادار الطقس ويسمى أيضا رادار المراقبة الجوية ويكتب (WSR) هو أحد أنواع الرادارات الذي يتم استخدامه لتحديد موقع سقوط الأمطار، وحساب حركته، وتقدير نوع (الأمطار، الثلوج، البرد، اعصار). وقادر على اكتشاف حركة قطرات المطر، بالإضافة إلى شدة هطول الأمطار. ويمكن تحليل كلا النوعين من البيانات لتحديد بنية العواصف وقدرتها، اختراع الردار خلال الحرب العالمية الثانية.

## تاريخ
خلال الحرب العالمية الثانية لاحظ عمال الرادار العسكري في ترددات بسبب عناصر الطقس مثل الأمطار والثلوج، وعواصف وبعد الحرب مباشرة، عاد العلماء العسكريين إلى الحياة المدنية وبدء عمل بعض التجارب وفي الأخير تم اختراع الردار.